# Stanisłau Bahdankiewicz
Stanisłau Antonawicz Bahdankiewicz (biał. Станіслаў Антонавіч Багданкевіч, ros. Станислав Антонович Богданкевич, Stanisław Antonowicz Bogdankiewicz; ur. 1 stycznia 1937 w Szapowałach w powiecie wołożyńskim) – białoruski ekonomista, wykładowca i polityk, w latach 1991–1995 prezes Zarządu Narodowego Banku Białoruskiej SRR i Narodowego Banku Republiki Białorusi; deputowany do Rady Najwyższej Republiki Białorusi XIII kadencji, w latach 1995–2000 przewodniczący Zjednoczonej Partii Obywatelskiej, następnie jej honorowy przewodniczący; w latach 1981–1991 kierownik katedry w Białoruskim Państwowym Instytucie Gospodarki Narodowej; doktor nauk ekonomicznych (odpowiednik polskiego stopnia doktora habilitowanego), profesor.

## Życiorys

### Młodość i praca
Urodził się 1 stycznia 1937 we wsi Szapowały, w powiecie wołożyńskim województwa nowogródzkiego II Rzeczypospolitej. W 1964 roku ukończył Wszechzwiązkowy Zaoczny Instytut Finansowo-Ekonomiczny. W latach 1956–1981 pracował w instytucjach Banku Państwowego ZSRR w Białoruskiej SRR. W latach 1981–1991 był kierownikiem katedry obrotu pieniężnego i kredytu w Białoruskim Państwowym Instytucie Gospodarki Narodowej. W 1991 roku uzyskał stopień doktora nauk ekonomicznych (odpowiednik polskiego stopnia doktora habilitowanego) i tytuł profesora.
21 czerwca 1991 roku objął funkcję prezesa Zarządu Narodowego Banku Białoruskiej SRR (od 19 września – Narodowego Banku Republiki Białorusi). Od 1 lipca 1992 roku reprezentował Białoruś w Międzynarodowym Funduszu Walutowym i Europejskim Banku Odbudowy i Rozwoju. W latach 1993–1994 aktywnie przeciwdziałał zainicjowanemu przez rząd Wiaczasłaua Kiebicza zjednoczeniu systemów pieniężnych Białorusi i Federacji Rosyjskiej. Od 1994 roku był akademikiem i zastępcą prezesa Międzynarodowej Akademii Nauk Eurazji. 14 września 1995 roku został zwolniony ze stanowiska prezesa Banku Narodowego, oficjalnie na własną prośbę. W 1995 roku pełnił funkcję prezesa Akademii Biznesu Bankowego i Finansowego.

### Działalność parlamentarna
W wyborach parlamentarnych w 1995 roku startował formalnie jako kandydat bezpartyjny. W drugiej turze wyborów uzupełniających 10 grudnia 1995 roku został wybrany na deputowanego do Rady Najwyższej Republiki Białorusi XIII kadencji z Czkałowskiego Okręgu Wyborczego Nr 236 miasta Mińska. 19 grudnia 1995 roku został zarejestrowany przez centralną komisję wyborczą, a 9 stycznia 1996 roku zaprzysiężony na deputowanego. Był jednym z kandydatów na stanowisko przewodniczącego Rady. Od 23 stycznia pełnił w niej funkcję członka Stałej Komisji ds. Budżetu, Podatków, Banków i Finansów. Przewodniczył opozycyjnej wobec prezydenta Alaksandra Łukaszenki frakcji „Działanie Obywatelskie”. 1 kwietnia został członkiem stałej delegacji Rady do Zgromadzenia Północnoatlantyckiego. 27 listopada 1996 roku, po dokonanej przez prezydenta kontrowersyjnej i częściowo nieuznanej międzynarodowo zmianie konstytucji, nie wszedł w skład utworzonej przez niego Izby Reprezentantów Zgromadzenia Narodowego Republiki Białorusi I kadencji. Zgodnie z Konstytucją Białorusi z 1994 roku jego mandat deputowanego do Rady Najwyższej zakończył się 9 stycznia 2001 roku; kolejne wybory do tego organu jednak nigdy się nie odbyły.
W latach 1995–2000 pełnił funkcję przewodniczącego, a następnie honorowego przewodniczącego Zjednoczonej Partii Obywatelskiej. W lutym 1998 roku wszedł w skład Narodowego Komitetu Wykonawczego (NKW) utworzonego przez opozycję sprzeciwiającą się prezydentowi Łukaszence. Pełnił w nim funkcję zastępcy przewodniczącego NKW, przewodniczącego Komitetu ds. Polityki Gospodarczej. W 2004 roku kandydował w wyborach do Izby Reprezentantów Białorusi z jednego z okręgów wyborczych w Mińsku, jednak nie został wybrany.

## Życie prywatne
Stanisłau Bahdankiewicz jest żonaty, ma trzech synów.

## Prace
Stanisłau Bahdankiewicz jest autorem prac naukowych na temat systemu pieniężno-kredytowego:
- Sowierszenstowanije sistiemy finansirowanija żyliszcznogo stroitielstwa. Mińsk: 1985. (ros.). Brak numerów stron w książce
- Kriedit w kołchozach w usłowijach agropromyszlennoj intiegracyi. Mińsk: 1986. (ros.). Brak numerów stron w książce
- Finansirowanije, krieditowanije i rasczety w APK. Mińsk: 1989. (ros.). Brak numerów stron w książce
- Kriedity koopieratiwam i ariendatoram. Mińsk: 1991. (ros.). Brak numerów stron w książce